# Rai Benjamin
Rai Benjamin (Mount Vernon, 1997. július 27. –) olimpiai bajnok amerikai gátfutó, sprinter. Fő versenyszáma a 400 méteres gátfutás és a 400 méteres síkfutás.

## Pályafutása
Rai Benjamin New York-ban született, családja Antigua és Barbudából származik és pályafutása elején ő is szülei hazájának képviselőjeként vett részt versenyeken. Így indult a 2013-as ifjúsági világbajnokságon és a 2015-ös váltó világbajnokságon is. 2018-tól versenyezhet amerikai színekben.
2018 júliusában a párizsi Diamond League versenyen 200 méteres távon futott 19,99-es egyéni csúcsot. 400 méteres gátfutásban 47,02-es idővel győzött egy amerikai versenyen, ami új egyetemi rekord volt.
2019-től összpontosított főleg a 400 méteres gátfutásra. Ebben a számban a Diamond League versenysorozatban két győzelmet is aratott. Első világbajnokságára az amerikai bajnokság megnyerésével kvalifikálta magát. A Dohában rendezett világeseményen Karsten Warholm mögött lett ezüstérmes 400 méteres gátfutásban. A 4 × 400 méteres váltófutásban győztes amerikai csapat tagja volt.
2021-ben az amerikai olimpiai válogatóversenyt 46,83-as idővel nyerte, ami mindössze 5 századmásodperccel maradt el Kevin Young 29 éve fennálló világrekordjától. A tokiói olimpián a 400 méteres gátfutás döntőjében ezüstérmes lett a világcsúcsot futó Karsten Warholm mögött. Benjamin 46,17-es ideje a korábbi világcsúcsnál jobb volt, így övé lett a valaha volt második legjobb eredmény ezen a távon. A 4 × 400 méteres váltófutásban az amerikai válogatott tagjaként aranyérmes lett.
A 2023-as budapesti világbajnokságon főszámában Karsten Warholm és Kyron McMaster mögött harmadik lett, váltóban pedig meg tudta szerezni pályafutása második világbajnoki címét.
A 2024-es párizsi olimpián 46,46 másodperces eredménnyel győzőtt, ezúttal a világcsúcstartó Warholmot megelőzve. A 4 × 400 méteres váltó befutóembereként a döntőben 2:54,43-as új olimpiai csúccsal szerezte meg az aranyérmet az amerikai csapat tagjaként.

## Egyéni legjobbjai
Szabadtér
| Táv       | Eredmény | Helyszín                               | Időpont            |
| --------- | -------- | -------------------------------------- | ------------------ |
| 400 m     | 44,21    | Los Angeles, Amerikai Egyesült Államok | 2023. április 8.   |
| 400 m gát | 46,17    | Tokió, Japán                           | 2021. augusztus 3. |

Fedett pálya
| Táv   | Eredmény | Helyszín                            | Időpont           |
| ----- | -------- | ----------------------------------- | ----------------- |
| 400 m | 45,39    | New York, Amerikai Egyesült Államok | 2021. február 13. |